# Longitarsus curtus
Longitarsus curtus  (лат.) — вид листоедов (Chrysomelidae) из подсемейства козявок (Galerucinae). 

## Распространение
Распространён в Западной, Центральной и южной части Северной Европы (за исключением Пиренейского полуострова) и на восток в Центральную Азию.

## Экология
Взрослые жуки и их личинки питаются листьями некоторых видов бурачниковых (Boraginaceae): синяк обыкновенный (Echium vulgare), медуница (Pulmonaria) и окопник (Symphytum).

## Аберрация
- Аберрация: Longitarsus curtus ab. lichtnecketi Kaszab, 1962